# Mutanti (film)
Mutanti (Parasite) è un film del 1982, diretto da Charles Band, girato in tecnica 3D

## Trama
In un futuro distopico, Paul Dean ha creato un parassita mortale che ha infestato il suo stomaco. Lui e la sua compagna, Patricia Welles, devono trovare il modo di distruggerlo mentre cercano anche di evitare che Ricus ed i suoi rednecks, un gruppo di mercanti di armi nucleari, si impossessino di altri campioni di laboratorio creati dal dottore, allo scopo di utilizzarli come armi nucleari per dominare il mondo.